# Teresa Tavares
Ana Teresa Correia da Cunha Tavares de Matos (* 29. Dezember 1982 in Azambuja) ist eine portugiesische Schauspielerin.

## Leben
Teresa Tavares studierte an der Theater- und Filmhochschule Escola Superior de Teatro e Cinema und belegte daneben eine Reihe Kurse, u. a. bei Howard Sonnenklar, Meg Stuart und João Canijo. 2000 stand sie erstmals als Berufsschauspielerin auf der Bühne, in O Cão Alucinado am Inestética Companhia Teatral. Ihre Rolle der Sofia in der Telenovela Jardins Proibidos des Fernsehsenders TVI brachte ihr erste Bekanntheit. Es folgten eine Vielzahl weiterer Fernsehrollen, und auch im Portugiesischen Kino wirkte sie seither. Darunter war die weibliche Hauptrolle in Star Crossed, einer im heutigen Profi-Fußballmilieu angesiedelten Adaption des bekannten Romeo-und-Julia-Dramas. Zu nennen sind zudem ihr Auftritt in Werner Schroeters letztem Film Diese Nacht (2008), in Fernando Lopes’ Spätwerk Os Sorrisos do Destino (2009), und in João Canijos mehrfach prämiertem Film Sangue do Meu Sangue (2011).
Neben vielen Theaterengagements stand sie zudem für zahlreiche Kurzfilme vor der Kamera. Im Mai 2013 stellte sie den Kurzfilm Minha Alma and You, in dem sie mitspielte, beim Internationalen Filmfestival Cannes 2013 vor, wo er im Kurzfilmwettbewerb lief.

## Filmografie (Auswahl)
- 2000–2001: Jardins Proibidos (TV-Serie)
- 2001–2003: Anjo Selvagem (TV-Serie)
- 2003–2004: Morangos com Açúcar (TV-Serie)
- 2005–2006: Os Serranos (TV-Serie)
- 2007: Floribella (TV-Serie)
- 2008: Diese Nacht (Nuit de chien); R: Werner Schroeter
- 2008–2009: Conta-me Como Foi (TV-Serie)
- 2009: Os Sorrisos do Destino; R: Fernando Lopes
- 2009: Star Crossed; R: Mark Heller
- 2009: Bazar; R: Patricia Plattner
- 2010–2011: Laços de Sangue (TV-Serie)
- 2011: Sangue do Meu Sangue; R: João Canijo
- 2012: Pai à Força (TV-Serie)
- 2013: Minha Alma and You (Kurzfilm), R: Ana Rocha
- 2013: Collider; R: Jason Butler
- 2014–2015: Jardins Proibidos (TV-Serie)
- 2016: A Única Mulher (TV-Serie)
- 2016: Dentro (TV-Serie)
- 2017: Fátima; R: João Canijo (auch TV-Mehrteiler)
- 2017: Madre Paula (TV-Serie)
- 2018: Júlia (Fernsehfilm); R: António Sabino
- 2018: 1986 (TV-Serie)
- 2018: Circo Paraíso (TV-Serie)
- 2018–2019: Valor da Vida (Telenovela)
- 2019: Amar Depois de Amar (Telenovela)
- 2020: Instaverso (Fernsehserie)
- 2021: Bis dass das Leben uns scheidet (Até Que a Vida Nos Separe, TV-Serie)
- 2021: A Consoada (Fernsehfilm); R: Francisco Antunez
- 2022: A Mim, Nunca. (TV-Serie)
- 2022: Revolta; R: Tiago Santos
- 2022: Contado por Mulheres (TV-Serie)
- 2022: Cuba Libre (TV-Serie)
- 2023: A Fotografia (Kurzfilm); R: Tiago Ribeiro
- 2023: Cavalos de Corrida (TV-Serie)
- 2023: Atlas de Pandora (TV-Serie)
- 2024: Cacau (TV-Serie)
- 2024: Cândido
- 2024: We Were the Lucky Ones (TV-Serie)